# 5 век пр.н.е.

## Събития
- 490 – 480 г. пр.н.е. – създаване на силна атинска флота от Темистокъл.
- 481 г. пр.н.е. – през късното лято на Коринтския провлак делегати на 70 гръцки полиса[1] създават коринтски конфедеративен съюз съюз (на английски: Hellenic League) начело със Спарта срещу персийската експанзия по техните земи.
- 480 г. пр.н.е., 11 – 13 август: – Битка при Термопилите между войските на Персийската империя водени от (Ксеркс I) и гърците, предвождани от (Леонид I); започва Втората Гръцко-персийска война.
- 480 г. пр.н.е., 12 септември – Битка при Химера която слага край на опита Елада да бъде успешно атакувана и от запад, както и край на картагенските опити за пълно завладяване на Сицилия с контрол над Западното Средиземноморие; първа победа за гърците в гръко-персийската война.
- 480 г. пр.н.е., 28 септември – Битка при Саламин между гръцкия и персийско-финикийски флот в Сароническия залив край остров Саламин в Егейско море: част от втората Гръко-персийска война; втора победа за гърците в гръко-персийската война.
- 479 г. пр.н.е. – битка при Платея (на север от Коринтския провлак); Спарта и съюзниците ѝ разгромяват войските на Ксеркс I.
- 474 г. пр.н.е. – битка при Куме в Неаполитанския залив; тираните на Сиракуза и Куме разбиват етруския флот, подкрепян от Картаген.
- 450 г. пр.н.е. – Ханон II освобождава от поземления данък на Ярба Пунически Картаген, а картагенският мореплавател Ханон предприема експедиция по атлантическото крайбрежие на Африка (годината не е сигурна).
- 424 г. пр.н.е. – битка при Делиос: Атиняните срещу силите на Беотийския съюз.
- 419 г. пр.н.е. – Аргос напада Епидавър; маневрите на съюзниците спартанци под водачеството на Агис II се осуетяват от фестивала Карнея докато аргосци манипулират календара за да избегнат нуждата да прекратят военните си действия.
- 414 г. пр.н.е. – група теспийски демократи се опитват да отхвърлят подкрепяната от Тива олигархия, но след неуспешния им опит те са принудени да бягат и да се спасяват в Атина.
- 403 г. пр.н.е. – в Атина се въвежда йонийската азбука от архонта Евклид.

## Личности
- Горгий, древногръцки софист.
- Демарат, спартански цар, от рода на Еврипонтидите (царувал 515 пр.н.е. – 491 пр.н.е.).

## Изобретения, открития
- Открито е сметалото в Китай.